# ماریو گیر
ماریو گیر (انگلیسی: Mario Gyr؛ زادهٔ ۲ مهٔ ۱۹۸۵) قایقران روئینگ اهل سوئیس بود.